# Chelostoma aureocinctum
Chelostoma aureocinctum är en biart som först beskrevs av Charles Thomas Bingham 1897.  Chelostoma aureocinctum ingår i släktet blomsovarbin, och familjen buksamlarbin. Inga underarter finns listade i Catalogue of Life.